# Парень с Марса
«Парень с Марса» — российский художественный фильм 2010 года, снятый в жанре комедии/мелодрама.
Картина вышла в российский прокат 5 мая 2011 года. Фильм проходил в рамках основной программы фестиваля ММКФ.

## Сюжет
В центре фильма — менеджер Петя Стариков, работающий на гигантской шоколадной фабрике. Когда у него угоняют автомобиль, он одновременно обращается для его розыска и к бандитам, и в ГАИ, и в районное отделение милиции. Каждый вымогает у Петра деньги за поиск авто, но фактически никто ничего не делает. А на работе Пётр получает повышение: иностранный владелец фабрики неожиданно делает его начальником рекламного проекта. До конца месяца Пётр должен создать новую концепцию рекламы шоколадных батончиков. Свой автомобиль Пётр случайно найдёт сам, но в совершенно разбитом виде. Милиция обвинит Петра в угоне собственного автомобиля, и для того, чтобы снять с себя это обвинение, Пётр согласится подставить бандитов, к которым он обращался с просьбой разыскать автомобиль. Суета вокруг автомобиля не даёт Петру всерьёз сосредоточиться на его работе, и к концу фильма, измученный проблемами, он заявит владельцу компании, что мечта об идеальном рекламном ролике неосуществима.

## В ролях
- Сергей Аброскин — Петя Стариков
- Ксения Кутепова — Лиза Прялкина
- Ангелина Миримская — Юля
- Артём Ткаченко — Коля
- Игорь Черневич — Кузык
- Игорь Яцко — Бумбокс
- Егор Баринов — Хрусталёв
- Владас Багдонас — Фил Донахью
- Анна Арланова — Рита
- Евгения Добровольская — мать Юли
- Олег Данилевский — милиционер-убийца
- Ирина Медведева — Маша Зайцева
- Амаду Мамадаков — маляр

## Критика
Владимир Лященко из «Газета.Ru» отметил участие в фильме хороших театральных актёров. «Коммерсантъ» сравнивает фильм со старыми добрыми советскими комедиями, а «Российская газета» определила целевую группу: «Фильм для молодых — для тех, кто, как и его режиссер Сергей Осипьян, пытается как-то осмыслить современную реальность».